# Rubus caucasicus
Rubus caucasicus är en rosväxtart som beskrevs av Wilhelm Olbers Focke. Rubus caucasicus ingår i släktet rubusar, och familjen rosväxter. Inga underarter finns listade i Catalogue of Life.